# 今西駿介
今西 駿介（いまにし しゅんすけ、1997年8月29日 - ）は、宮崎県高原町出身の元陸上競技選手。専門は長距離走。宮崎県立小林高等学校を経て、東洋大学経済学部卒業。SGホールディングス所属。第14回アジアクロスカントリー選手権大会・銅メダリスト。

## 経歴

### 高校時代まで
- 高原町立高原中学校時代は野球部所属で、ポジションは投手だった。宮崎県立小林高校に入学後、野球から陸上へ転向。
- 全国高校駅伝には3年連続出場。1年時の第64回大会では5区区間6位[2]。2年時の第65回大会では3区で日本人トップの区間4位[3]、3年時の第66回大会では3区区間6位（日本人2位）[4]。

### 大学時代
- 1年時は故障がちで、第28回出雲駅伝は補欠に終わる。
- 2年時の第29回出雲駅伝で大学駅伝初出場を果たすも、5区区間10位に終わった[5]。第94回箱根駅伝では山下りの6区を担当。チームは前日に往路優勝を果たし、トップでスタートを切るも15.4kmで青山学院大学・小野田勇次に逆転を許し、小田原中継所では52秒の差をつけられた（区間5位）[6]。
- 3年時の第30回出雲駅伝では5区で区間賞を獲得[7]。第50回全日本大学駅伝では3区区間4位[8]。第95回箱根駅伝では再び6区を担当。前回大会の自身の記録を1分19秒上回る6区歴代4位の好タイムをマークした（区間3位）[9]。
- 4年時の第31回出雲駅伝では5区区間2位[10]。第51回全日本大学駅伝では4区区間2位[11]。第96回箱根駅伝では3年連続で6区を担当し、往路11位から4人をかわし7位まで順位を押し上げた。区間賞こそ獲得できなかったものの従来の区間記録を23秒も上回る57分34秒で駆け抜けた[12][13]。

### 社会人時代
- 2020年4月よりトヨタ自動車九州に所属[14]。
- 2022年9月1日付でSGホールディングスに移籍[15][16]。
- 2023年8月31日付で現役引退を発表[17]。

## 人物・エピソード
- 2年時の第94回箱根駅伝6区では青山学院大・小野田勇次に逆転を許したが、タスキリレー後は精根力尽きて倒れ込み、「（小野田さんは）人間じゃねえ、アレ」と思わず呟いた[18]。この発言は視聴者にも大きな反響を呼び、翌1月4日の日本テレビ系列「スッキリ」に生出演した小野田は、この今西のVTRを見た直後「イヤ。までも、一応人間なんで…」と苦笑いした[19]。
- 2018年12月の第72回福岡国際マラソンで東洋大OBの服部勇馬（トヨタ自動車）が優勝。LINEで「おめでとう御座います」メッセージを送った際、服部から「次はお前がやってくれよ」と返信をされ「正直恐縮な気分だが、服部先輩の期待に応えなければ」とコメントしている[20]。
- 第95回箱根駅伝では区間3位の好走で「力は出し尽くした」と振り返るも、「来年こそは総合優勝できるよう、チームを引っ張っていきたい」を雪辱を誓った[21]。同大会では青学大・小野田が57分57秒の区間新記録を達成。小田原中継所の控え室で直接対面し、今西が「やっぱ人間じゃないっすね。去年精神的にやばかったんで今年は楽に走れました」と握手しながら苦笑すると、小野田は「速かったよ、今西も」と健闘を称えあっている。
- 第96回箱根駅伝前の壮行会では、囲み取材で「人間じゃねえ」発言に質問が及ぶと、今西は「横にいる相澤（晃）も人間じゃないので、僕も含めて他選手は人間として気楽に走りたい。（タイムの）目標は58分30秒位」とコメント。酒井俊幸監督からは「何で（前回のタイムより）下がってんの？」と突っ込まれた[22][23]。本番では小野田の保持した区間記録を23秒も更新する区間新記録で「小野田超え」を果たしたものの、自身は「小野田さんを超えたとは思っていない。僕は最後まで人間です」とコメントした。東洋大OBの柏原竜二にはTwitterで「2020年1月3日 今西選手が人間を辞めた日」と絶賛されたが、それでも今西は「小野田さんの下りのスピードは僕より異次元なので、今日走ったらもっと速かった筈。小野田さんのお陰で6区と真剣に向き合えたし、今でも憧れの選手」と謙虚に受け止めていた[23][24]。

## 戦績
| 年         | 大会                                                 | 種目           | 順位    | 記録          | 備考       |
| ---------- | ---------------------------------------------------- | -------------- | ------- | ------------- | ---------- |
| 2015年11月 | 第247回日本体育大学長距離競技会                      | 5000m          | 36組1位 | 14分08秒91    | 自己ベスト |
| 2018年3月  | 第14回アジアクロスカントリー選手権大会               | 12 km          | 3位     | 38分28秒      |            |
| 2018年8月  | 第43回蔵王坊平クロスカントリー大会                   | 8000m          | 2位     | 26分10秒      |            |
| 2018年9月  | 第30回十日町長距離カーニバル                         | 10000m         | 5位     | 29分17秒37    | 自己ベスト |
| 2019年3月  | 第22回日本学生（立川シティ）ハーフマラソン選手権大会 | ハーフマラソン | 21位    | 1時間03分23秒 | 自己ベスト |

### 大学駅伝成績
| 学年               | 出雲駅伝                     | 全日本大学駅伝               | 箱根駅伝                                 |
| ------------------ | ---------------------------- | ---------------------------- | ---------------------------------------- |
| 1年生 （2016年度） | 第28回 － － － （出場なし） | 第48回 － － － （補欠登録） | 第93回 － － － （出場なし）             |
| 2年生 （2017年度） | 第29回 5区-区間10位 23分37秒 | 第49回 － － － （出場なし） | 第94回 6区-区間5位 59分31秒              |
| 3年生 （2018年度） | 第30回 5区-区間賞 18分30秒   | 第50回 3区-区間4位 34分43秒  | 第95回 6区-区間3位 58分12秒              |
| 4年生 （2019年度） | 第31回 5区-区間2位 17分59秒  | 第51回 4区-区間2位 34分07秒  | 第96回 6区-区間2位 57分34秒 (区間新記録) |